# Ridderorden in Baden

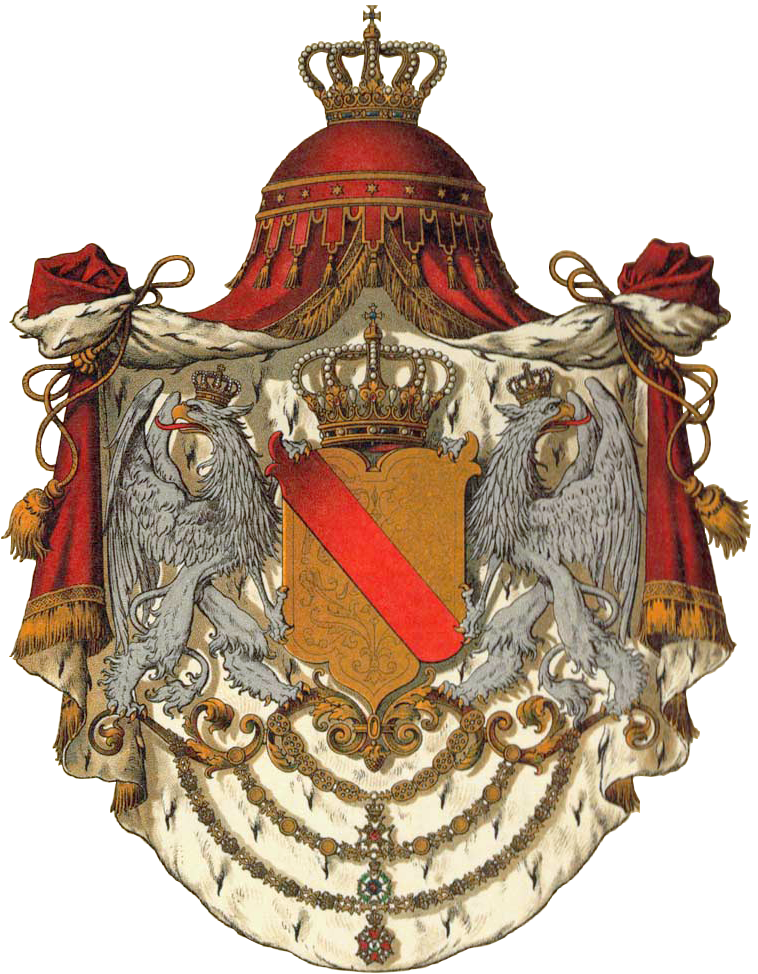
Wapen van de Groothertog van Baden met drie ordeketens, van boven naar beneden die van de Orde van Berthold de Eerste van Zähringen, de Militaire Karl-Friedrich-Verdienstorde en de Huisorde van de Trouw. De hoogste keten hangt volgens de regels van de heraldiek aan de langste keten en dus onderaan.

Baden heeft in zijn verschillende opeenvolgende verschijningsvormen diverse ridderorden en Orden van Verdienste gekend. Hieronder de volgorde waarin zij in Baden werden ingesteld of ingelijfd en de oorsprong van de Orde:

## Markgraafschap Baden-Dürlach
- De Huisorde van de Trouw 1715

## Groothertogdom Baden
- De Huisorde van de Trouw 1715
- De Militaire Karl-Friedrich-Verdienstorde 1807
- De Orde van de Leeuw van Zähringen 1812
- De Orde van Berthold de Eerste van Zähringen 1877
- De Orde van Berthold de Eerste 1896

## De Vrijstaat Baden
De vrijstaat kende een groot aantal medailles maar geen orden.

## Baden-Württemberg als deelstaat van de Bondsrepubliek Duitsland
De deelstaat heeft in 1974 een medaille voor verdienste ingesteld maar kent, anders dan de andere deelstaten, geen orde van verdienste.

## De Huisorde van het Huis Zähringen
Na de troonsafstand van de laatste Groothertog in 1918 hebben de Zähringers, titulair Groothertogen van Baden een van de oude orden als Huisorde aangehouden:
- De Huisorde van de Trouw

Huisorde van de Trouw · 
Militaire Karl-Friedrich-Verdienstorde · 
Orde van Berthold de Eerste ·
Orde van Berthold de Eerste van Zähringen · 
Orde van de Leeuw van Zähringen ·
Herinneringskruis voor de Veldtocht van 1870/71
Zie ook: Ridderorden in Baden · Onderscheidingen in Baden